# SN 1998W
SN 1998W – supernowa typu II odkryta 16 marca 1998 roku w galaktyce NGC 3075. W momencie odkrycia miała maksymalną jasność 17,30m.